# 3 (Секретные материалы)
«3» («Три») — седьмая серия второго сезона сериала «Секретные материалы», главные герои которого, специальные агенты ФБР Фокс Малдер (Дэвид Духовны) и Дана Скалли (Джиллиан Андерсон), расследуют сложно поддающиеся научному объяснению преступления.
В данном эпизоде Малдер в отсутствие похищенной ранее Скалли начинает расследование по делу о вампирах, мигрирующих по стране после серии убийств в том или ином городе. Эпизод относится к числу «монстров недели» и не связан напрямую с основной «мифологией сериала», заданной в пилотной серии.
«Три» стал первым эпизодом в истории сериала, сюжет которого строился вокруг вампиров, а также первым эпизодом, в котором на экране не было Скалли (другими такими эпизодами стали «Необычные подозреваемые», «Странники» и «Нулевой итог»). Отсутствие персонажа в данном случае было обусловлено тем, что Джиллиан Андерсон не могла участвовать в съёмках в тот период из-за рождения своей старшей дочери Пайпер.
Премьера эпизода состоялась на канале FOX 4 ноября 1994 года. От критиков эпизод получил полярные отзывы: от похвальных до крайне отрицательных.

## Сюжет
В Лос-Анджелесе Гарретт Лорр, бизнесмен средних лет, уединяется в своём доме с незнакомкой, которую встретил на корпоративной вечеринке. Во время их занятий любовью в джакузи женщина кусает Лорра в шею, чтобы выпить его кровь. К женщине присоединяются двое мужчин, которые помогают ей убить Лорра, многократно протыкая его полыми иглами.
На следующий день в Вашингтоне Малдер помещает удостоверение Скалли, пропавшего агента ФБР, в архив «Секретных материалов» в папку с её именем, при этом оставив себе её нательный крестик. По телефону его вызывают в Лос-Анджелес, и на месте убийства Лорра встречается с детективами лос-анджелесского полицейского управления, которые расследуют это дело. Выясняется, что последние три месяца Малдер отслеживал убийства с подобным почерком, которые происходили также в двух соседних штатах. Быстро находя улики и объясняя полицейскому их предназначение или смысл для убийц, которые, по мнению Малдера, сами себя считают «Несвятой Троицей», на просьбу проведения совместного расследования агент отвечает отказом. По его теории, убийцы скоро исчезнут, но пока они не завершили свой цикл убийств в этом городе, один из них должен работать там, где у него по службе будет свободный доступ к крови.
Обзвонив местные банки крови, Малдер узнаёт, что в одном из них недавно был нанят ночной сторож. Приехав в этот банк, Малдер арестовывает сторожа, поймав его пьющим кровь в кладовке. Во время допроса подозреваемый рассказывает Малдеру, что принадлежит к троице вампиров, которые жаждут бессмертия. Его псевдоним — «Сын», оставшихся двух — мужчину и женщину — зовут «Отец» и «Несвятой дух». Малдер не верит в то, что говорит «Сын». Однако на восходе «Сын» умирает от страшных ожогов, когда его тело едва задевает солнечный луч из окна. Малдер оказывается захвачен врасплох, так как был уверен, что вампиры существуют только в мифах.
Во время осмотра тела «Сына» Малдер обнаруживает татуировку клуба «Цепеш», местного заведения с вампирской тематикой. Там он пересекается с молодой женщиной по имени Кристен Килар, которую начинает подозревать в употреблении крови. Агент следует за Кристен, когда она и другой посетитель клуба, Дэвид Янг, покидают заведение, отправляясь в закрытый ресторан. Видя через окно их прелюдию к сексу, Малдер случайно выдаёт себя. Кристен сбегает, а Янг, приняв Малдера за извращенца, оглушает его ударом в лицо. Вернувшись в ресторан, Янг подвергается атаке трёх убийц.
Малдер изучает материалы, проверяя Кристен, и обнаруживает, что в прошлом она жила в Мемфисе и Портленде — местах совершения предыдущих убийств. Малдер помогает лос-анджелесской полиции разыскать дом Кристен, где они обнаруживают разнообразные атрибуты, связанные с кровью. Обманом выпроводив полицию из дома, Малдер остаётся ждать Кристен. Вернувшаяся Кристен говорит Малдеру, что встретила «Сына», известного тогда, как Джон, в Чикаго, и что они выпили крови друг друга. Позже она сбежала от Джона, а тот объединился с «Несвятой троицей». Малдер и Кристен соединяются в долгом поцелуе, в то время как за ними из-за окна наблюдает живой «Сын».
Наутро «Сын» сталкивается с Кристен и говорит ей, что убив Малдера и выпив его крови, она станет одной из «них». Кристен подкрадывается к Малдеру с ножом, но вместо него закалывает «Отца», прячущегося в спальне. «Сын» нападает на Малдера, но тот одолевает и связывает вампира. Вместе с Кристен они пытаются сбежать на машине, но оказываются атакованы в гараже «Несвятым духом». Кристен убивает вампиршу, толкнув её машиной на деревянный штырь, торчащий из стены. Обманом заставив Малдера выбежать наружу, Кристен возвращается внутрь и разливает повсюду бензин из канистры, невзирая на истошные крики «Сына». Поджигая дом, она отдаёт собственную жизнь, чтобы убить остальных вампиров. Через несколько часов пожарные обнаруживают под обломками четыре тела, тогда как Малдер, сидя поодаль, смотрит на нательный крестик Скалли.

## Производство

### Сценарий
"Это совсем иная серия, хотя бы потому, что она первая без участия Скалли. Она выбыла на некоторое время. Это ситуация, в которой Малдер находится в темноте, не знает какой путь выбрать и во всём вынужден полагаться на себя. Все эти вампирские штучки случаются от того, что он пошёл в место, куда никогда бы не должен был ходить."
Первоначально сценаристом эпизода должен был быть Говард Гордон, однако когда он выбыл из проекта, Глен Морган и Джеймс Вонг, работавшие над восьмым эпизодом сезона, согласились переписать сценарий писателя-фрилансера Криса Руппенталя. Новым сценаристам пришлось внести значительные правки, но они оставили в основе сюжета троицу вампиров и такие детали как клуб «Цепеш» и хлеб с кровью внутри.
«Три» стал первым эпизодом в истории сериала, где на экране не было Скалли. Отсутствие персонажа было связано с тем, что Джиллиан Андерсон не могла принимать участия в съёмках в тот период из-за рождения своей старшей дочери Пайпер. Вместо этого был введён другой женский персонаж — Кристен Килар — в исполнении Перри Ривз, которая, на тот момент, была девушкой Дэвида Духовны в реальной жизни. Говоря о возможном сексуальном приключении Малдера и Кристен, создатель сериала Крис Картер сказал: «Я думал так: „Этот парень — монах. Давайте позволим ему быть человеком, особенно во время отсутствия Скалли“». Ранее Духовны играл вместе с другой своей возлюбленной из реальной жизни, Мэгги Уилер, в первом сезоне «Секретных материалов» в эпизоде «Заново рождённый».

### Съёмки
Клуб «Цепеш» назван в честь владыки Валахии Влада Цепеша, более известного, как Влад-Колосажатель, ставшего прототипом Дракулы. Сцены в клубе были сняты в закрывшемся ночном клубе, интерьер которого был полностью переделан для создания специфической атмосферы: в новом варианте в большом количестве присутствовали цепи, чёрные цвета, неоновые огни и даже руки манекенов, вделанные в стены. В качестве массовки были задействованы посетители других ванкуверских клубов.
Местом съёмки возле и внутри дома Кристен стал особняк хоккеиста Павла Буре, в то время являвшегося лидером «Ванкувер Кэнакс». Сам Буре присутствовал во время съёмок на площадке, раздавая автографы всем желающим. Однако не обошлось и без неприятных инцидентов: разрешение на проведение съёмок продюсеры запрашивали у всех жителей данного жилищного сообщества, так как некоторые дороги приходилось блокировать, а оборудование и транспорт занимали много места. Один из соседей Буре не дал разрешения на съёмку, а когда она все равно состоялась, подал на продюсеров в суд и выиграл неразглашаемую сумму. В результате съёмочная группа больше никогда не возвращалась в этот район для проведения съёмок.

## Эфир и рейтинг

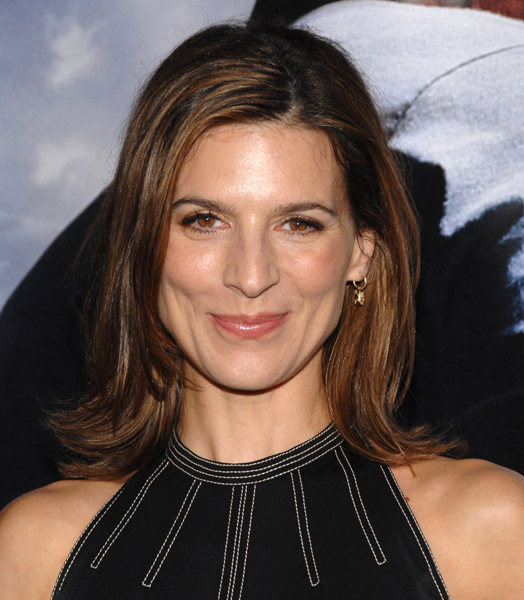
Романтические сцены эпизода с участием тогдашней девушки Дэвида Духовны, Перри Ривз (на илл.), подверглись острой критике.

«Три» вышел в эфир на телеканале FOX 4 ноября 1994 года. По шкале Нильсена эпизод получил рейтинг в 9,4 балла с 16-процентной долей, означающий, что из всех телевизоров в домохозяйствах США 9,4 процента работали в вечер премьеры, и 16 процентов из этого числа были настроены на просмотр «Секретных материалов». Общее количество американских домохозяйств, видевших премьерный показ эпизода, оценивается в 9 миллионов.

## Отзывы
«Три» получил смешанные отзывы от критиков. Сара Стиголл в статье для The Munchkyn Zone оценила эпизод на пять баллов из возможных пяти, назвав сюжет «привлекательным», а спецэффекты — «великолепными». Она также положительно отозвалась об актёрской игре Духовны, сказав, что он «определённо в наилучшей форме в этом эпизоде». Зинат Бёрнс в статье о вампирах для Metacritic, напротив, назвала эпизод «никудышным», не пояснив причины этого мнения. Entertainment Weekly присвоил эпизоду оценку «C» (два балла из четырёх возможных), раскритиковав тот факт, что «многообещающая тема» не была раскрыта подробнее. Зак Хэндлен, обозреватель The A.V. Club, также высказал мнение, что тема вампиров «заслужила большего, чем быть просто фоном для шаблонного эротического триллера». Хэндлен описал роман Малдера и Кристен как «скучный» и «бессмысленный» и посчитал, что «ленивая работа сценаристов» привела к «ужасным диалогам и неуклюжим попыткам создать нужную атмосферу». Единственным интересным, «хоть и малопонятным», моментом эпизода, журналист назвал побег Джона из тюрьмы.
Глен Морган счёл эпизод о вампирах ошибкой и сказал, что сценаристам пришлось выслушать много критики относительно романтического интереса Малдера к Кристен. Его соавтор Джеймс Вонг тоже был разочарован конечной версией эпизода, сказав, что сценарий был гораздо лучше и сильно пострадал от правок, внесённых цензорами телеканала. Дэвид Духовны позитивно оценил стиль эпизода, но признал наличие логических провалов, включая сцену, в которой Кристен бреет Малдера перед их поцелуем.